# Thomas Asselijn
Thomas Asselijn, soms ook Asselyn (Dieppe, ca. 1620 – begraven Amsterdam, 27 juli 1701) was een Nederlandse dichter en schrijver van toneelstukken. Aanvankelijk schreef hij stukken in de trant van Jan Vos. Zijn drie blijspelen over Jan Klaassen behoren tot de beste uit de tweede helft van de 17e eeuw. Hij is de Amsterdamse Plautus genoemd.

## Biografie
Asselijn was een telg uit de Frans-protestantse familie: de schilder Jan Asselijn (1610-52), de gouddraadtrekker Abraham Asselijn (1609–97), en mogelijk Steven Asselijn, die op 15-jarige leeftijd stierf en werd begraven in de Waalse kerk, waren zijn broers. De familie Asselin kwam uit Dieppe in Normandië. Mogelijk vluchtten zij in 1628, na de verovering van La Rochelle, naar Holland. Vermeld wordt dat als Abraham in 1631 trouwt, zijn ouders zijn gestorven.
In 1639 wordt Asselijn al als dichter genoemd. In 1644 trouwde de boekbinder Thomas Asselijn met Elisabeth Reijers uit de Warmoesstraat. Hij was 25 jaar en zij 38.
In 1655 stierf zijn vrouw; het echtpaar had een kind. In 1656 trouwde hij met de 18-jarige Jannetje van Westerhoff (1638-1704), bij wie hij nog vijf kinderen kreeg, vier stierven jong. Asselijn had zich inmiddels omgeschoold tot blauwverver. Hij kocht een ververij niet ver van de Leidsegracht. Het ging hem blijkbaar goed want in tussen 1657 en 1662 woonde hij aan de Keizersgracht. In 1671 woonde Asselijn aan de Bloemgracht. In 1678 ging hij bankroet. Zijn inboedel werd op „181 gulden en 15 stuivers“ getaxeerd. In 1685 gaf hij zijn inboedel als onderpand voor een schuld.
Asselijn stierf in het huis van zijn zoon Lodewijk aan de N.Z. Achterburgwal.

## Werk

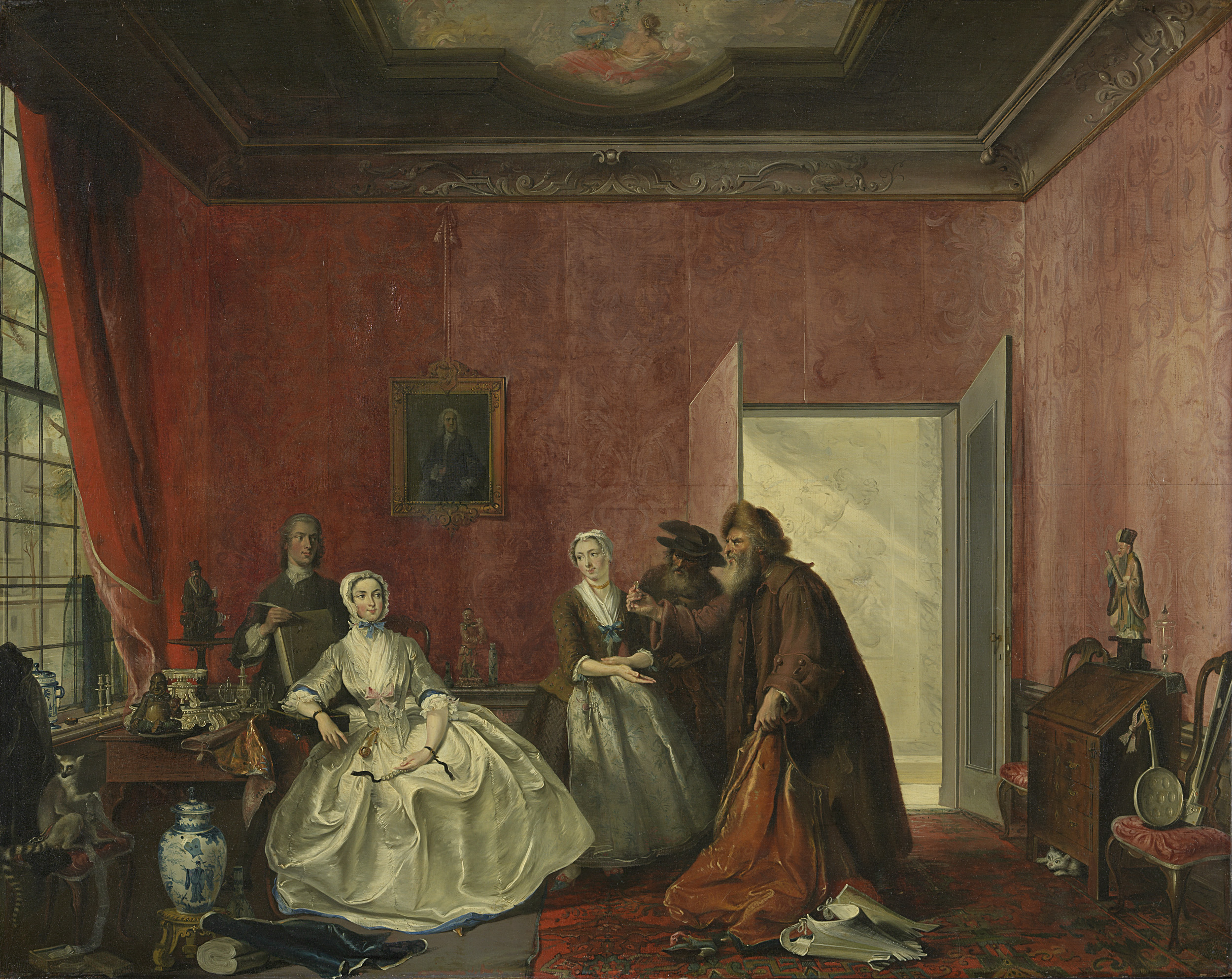
'Joanna en de 'smousen'; 3de bedrijf, 5de toneel uit het blijspel De Spilpenning of de verkwistende vrouw, Cornelis Troost, 1741.

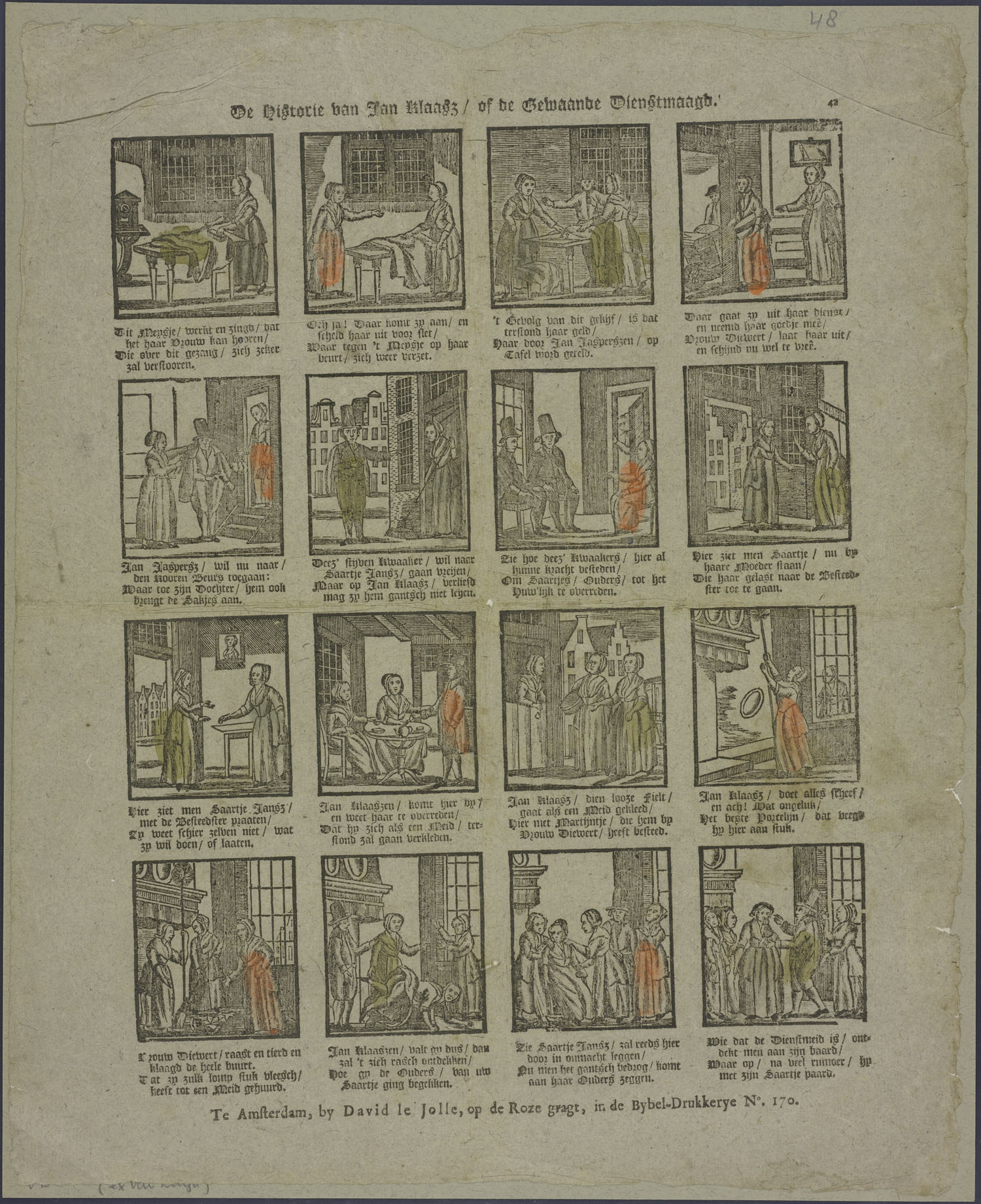
Jan Klaasz, of de gewaande dienstmaagd, op een centsprent van ca. 1817.

- Den grooten Kurieen, of Spaanschen bergsman (1657), een vertaling van een werk van Lope de Vega
- Op- en ondergang van Mas Anjello, of Napelse beroerte (1668), een treurspel over het Napolitaanse vissersoproer in 1647, geleid door Tommaso Aniello. Het stuk werd afgekraakt door Andries Pels
- De Moort tot Luyk door den Graaf van Warfusé aan den Burgermeester de la Ruelle (1671) over een moord in 1637 door René van Renesse van Elderen op Sébastien La Ruelle werd gepleegd.
- Jan Klaasz of gewaande dienstmaagt (première: 1682, eerste editie: 1683). Het stuk speelt zich af op het Kattengat in het milieu van de Collegianten, die hij over één kam scheert met de Quakers. In Samenspraak over de klucht van Jan Klaasz, Tusschen een poeet, commediant en een liefhebber der poezy werd Asselijn beschuldigd van godslastering. Het stuk werd verboden omdat sommige Amsterdammers zichzelf hadden herkend. In 1741 werd het stuk nogmaals in Hamburg opgevoerd.[7]
- Kraambedt of kandeelmaal van Zaartje Jans, vrouw van Jan Klaazen (première: 1683, eerste editie: 1684)
- De stiefmoer (1684), betrekking hebbend op drie Duitse hannekemaaiers
- Echtscheiding van Jan Klaasz en Saartje Jans (1685)
- De Dood van de Graaven van Egmond en Hoorne (1685), geschreven naar aanleiding van de herroeping van het Edict van Nantes. Het stuk werd in december 1685 verboden en is een half jaar lang niet opgevoerd, mogelijk nadat de tekstboekjes waren aangepast.[8]
- De stiefvaar (1690)
- Juliaan de Medicis (1691)
- De kwakzalver (1692)
- De schoorsteenveger door liefde (1692)
- De Belegering en Hongersnood van Samaria (1692)
- De spilpenning, of verkwistende vrouw (1693)